# Список умерших в 1225 году

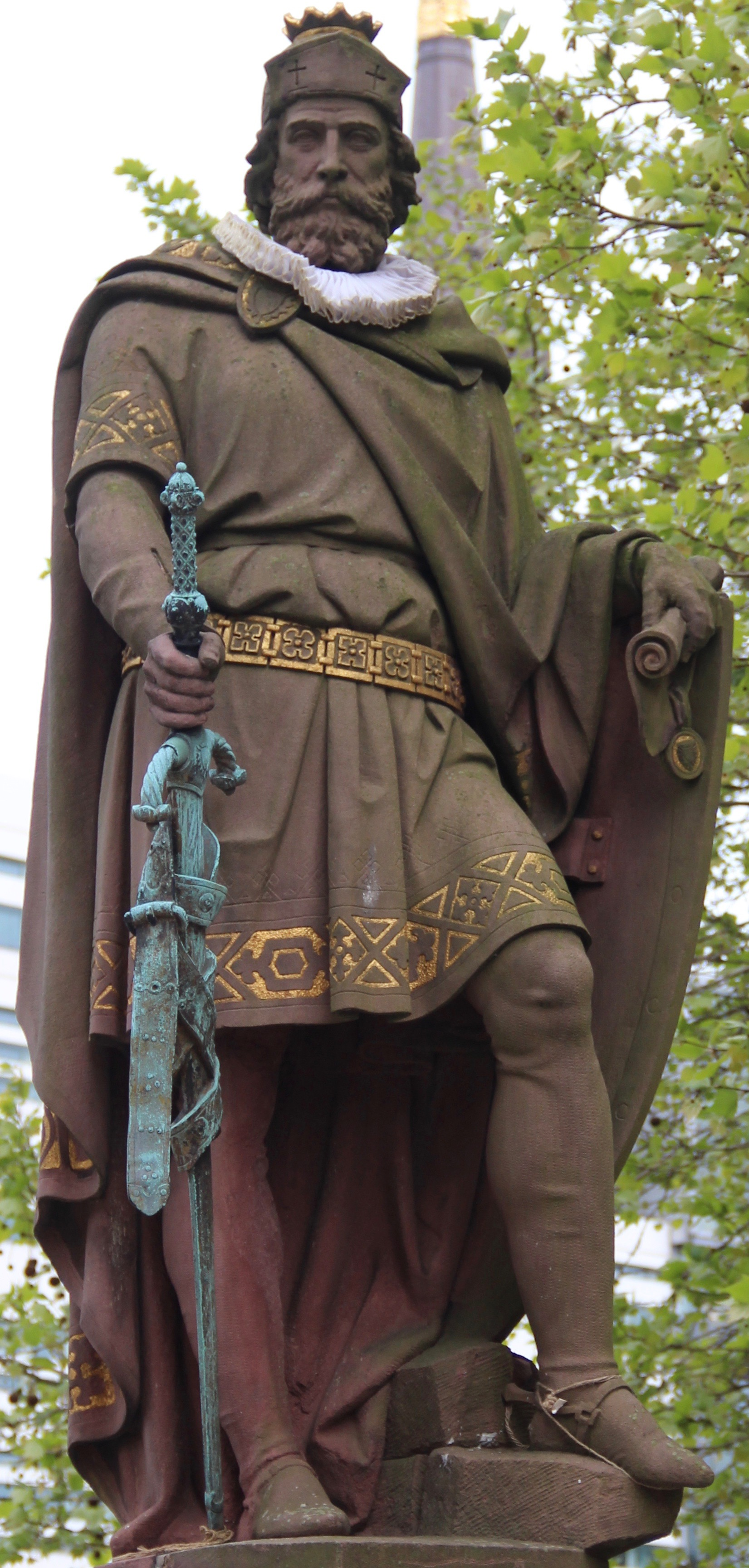
Адольф III

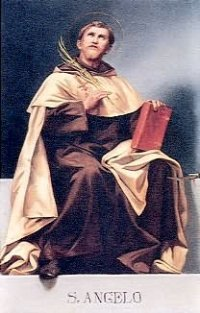
Ангел Кармелит

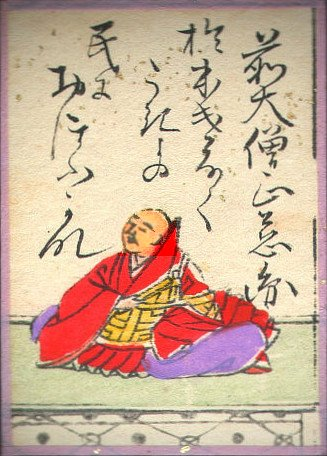
Дзиэн

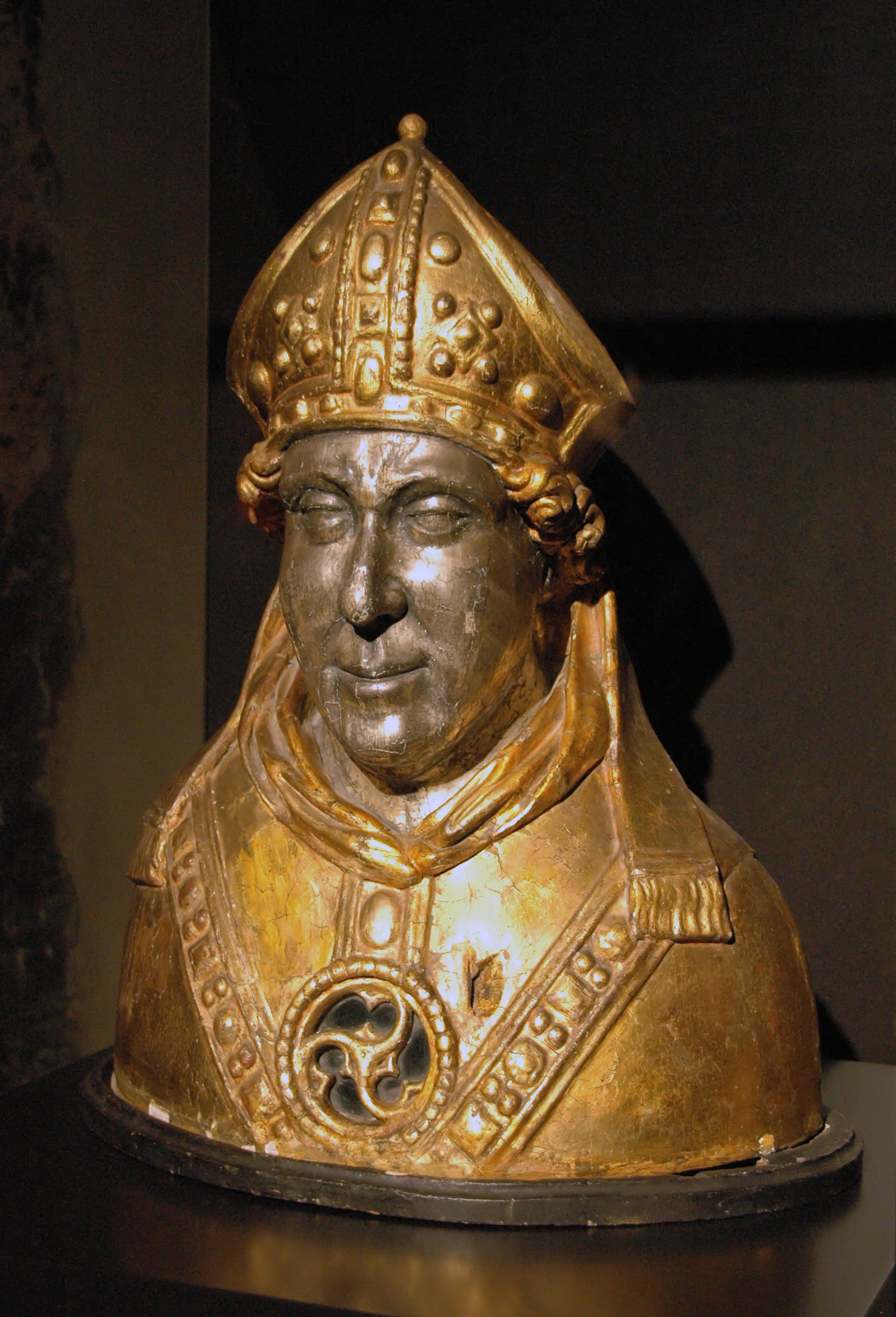
Энгельберт Бергский

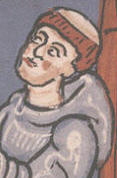
Арнольд Амальрик

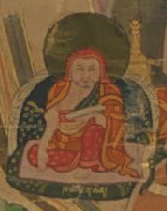
Шакьяшрибхадра

В этой статье представлен список известных людей, умерших в 1225 году.
См. также: Категория:Умершие в 1225 году

## Январь
- 3 января — Адольф III — граф Шауэнбурга (с 1164) и граф Гольштейна (1164—1203).
- 23 января — Бернар Итье — французский хронист.

## Февраль
- 9 февраля — Рэйнальд Ночерский[англ.] — епископ Ночера-Умбра, святой римско-католической церкви.
- 11 февраля — Хью Биго — граф Норфолк (1221—1225) из рода Биго.
- 22 февраля — Бернар IV — граф Комменжа (1176—1225), граф Бигорра и виконт Марсана (1180—1196)
- Дитрих фон Хомбург[нем.] — епископ Вюрцбурга (1223—1225).

## Март
- 30 марта — Гертруда фон Дагсбург — герцогиня-консорт Лотарингии (1215—1220), как жена Тибо I, жена Тибо IV Трубадура (1220—1222), трувер, автор двух поэм.

## Май
- 5 мая — Ангел Кармелит — святой Римско-католической церкви, монах ордена кармелитов (OCarm), мученик, убит.
- 6 мая — Джон Фаунтинский[англ.] — епископ Или (1220—1225)

## Июнь
- 5 июня — Жерар I де Ружмон[нем.] — епископ Лозанны (1220—1221), архиепископ Безансона (1221—1225)
- 21 июня — Конрад фон Кросигк[нем.] — епископ Хальберштадта (1201—1209)

## Июль
- 12 июля (или 13 июля) — Гиллем де Кардона — виконт Кордоны (1177—1225).

## Август
- 15 августа — Ас-Сахиб ибн Шукр (72), визирь Айюбидов.
- 16 августа — Ходзё Масако — жена сёгуна Минамото-но Ёритомо. мать сёгунов Минамото-но Ёрииэ и Минамото-но Санэтомо.
- 24 августа — Каттанео, Аделардо — Кардинал-священник Сан-Марчелло (1185—1225), епископ Вероны (1188—1225).

## Сентябрь
- 17 сентября — Вильгельм VI Монферратский, маркграф Монферратский (с 1203).
- 28 сентября — Николай II Мекленбургский, князь Мекленбурга (1219—1225).

## Октябрь
- 2 октября — Ахмад ан-Насир Лидиниллах — багдадский халиф из династии Аббасидов (1180—1225)
- 28 октября — Дзиэн — японский религиозный деятель, буддийский монах школы Тэндай, поэт, историк

## Ноябрь
- 7 ноября 
  - Николас Арнессон — государственный деятель эпохи гражданских войн в Норвегии, основатель партии баглеров
  - Энгельберт II — граф Берга (1218—1225), архиепископ Кёльна и герцог Вестфалии (1216—1225), святой римско-католической церкви, убит[1].

## Декабрь
- 26 декабря — Дипольд VII фон Фобург, маркграф Фобурга (с 1205) из рода Дипольдингеров-Рапотонидов.

## Дата неизвестна или требует уточнения
- Агнесса де Донзи — графиня Невера, графиня Тоннера и графиня Осера (1222—1225)
- Аль-Афдаль Али ибн Юсуф — эмир Дамаска (1186—1196), предводитель Айюбидов в битве при Крессоне
- Ахмад аль-Буни — арабский писатель и учёный
- Алхаризи, Иегуда — еврейский поэт и переводчик
- Арнольд Амальрик — аббат Сито в 1200—1212, архиепископ Нарбонны в 1212—1225, папский легат, активный участник Альбигойского крестового похода.
- Жильбер Монсский — французский хронист
- Джэбэ — монгольский военачальник, темник, один из лучших полководцев Тэмуджина-Чингисхана. Дата смерти предположительна
- Ламберто Висконти ди Элдизио — юдекс Галлуры (1207—1225)
- Маргарита Лувенская[англ.] — святая римско-католической церкви.
- Мауро[фр.] — итальянский кардинал (1207—1225)
- Ма Юань — китайский художник эпохи Сун.
- Оэ-но Хиромото[англ.] — военный стратег и политический советник сёгуната в Камакуре, основатель рода Мори
- Рауль Меренкур[англ.] — Патриарх Иерусалима (латинский обряд) (1214—1225)
- Узбек — последний правитель государства Атабеков Азербайджана династии тюркских Ильдегизидов (1210—1225).
- Ульрих III, граф Нёвшателя, граф Фениса, Арберга и Страсберга, сеньор Арконсьель-Иллена и Валанжена.
- Урсо Салернский[нем.] — итальянский философ и врач, представитель Салернской врачебной школы
- Шакьяшрибхадра[нем.] — знаменитый кашмирский ученый тибетского буддизма, автор хронологии буддийской истории
- Эвелин де Клер[англ.] — графиня-консорт Эссекс (1205—1213), жена Джеффри Фиц-Питера, 1-го графа Эссекс
- Элиезер бен-Иоель га-Леви — еврейский учёный
- Яков Балдуин[англ.] — итальянский юрист, один из отцов международного частного права